# ナナイモ
ナナイモ（Nanaimo）は、カナダ・ブリティッシュコロンビア州の都市。人口は9万9863人（2021年）。バンクーバー島東岸に位置し、島内ではビクトリアに次ぐ規模の都市である。市名はファースト・ネーションの言葉で「人の会う場所」を意味する。
炭鉱の街として栄えた歴史があり、現在は観光・漁業・林業などで知られる。

## 地理
バンクーバー島東海岸にあり、州都ビクトリアから北に110 km、バンクーバーからはジョージア海峡を挟んで西に55 kmに位置する。ウェストバンクーバーのホースシューベイ経由でバンクーバー港とを結ぶBCフェリーが就航する。ナナイモはパークスビル、キャンベルリバーをはじめとするバンクーバー島北部の諸都市やガルフ諸島への玄関口となっている。

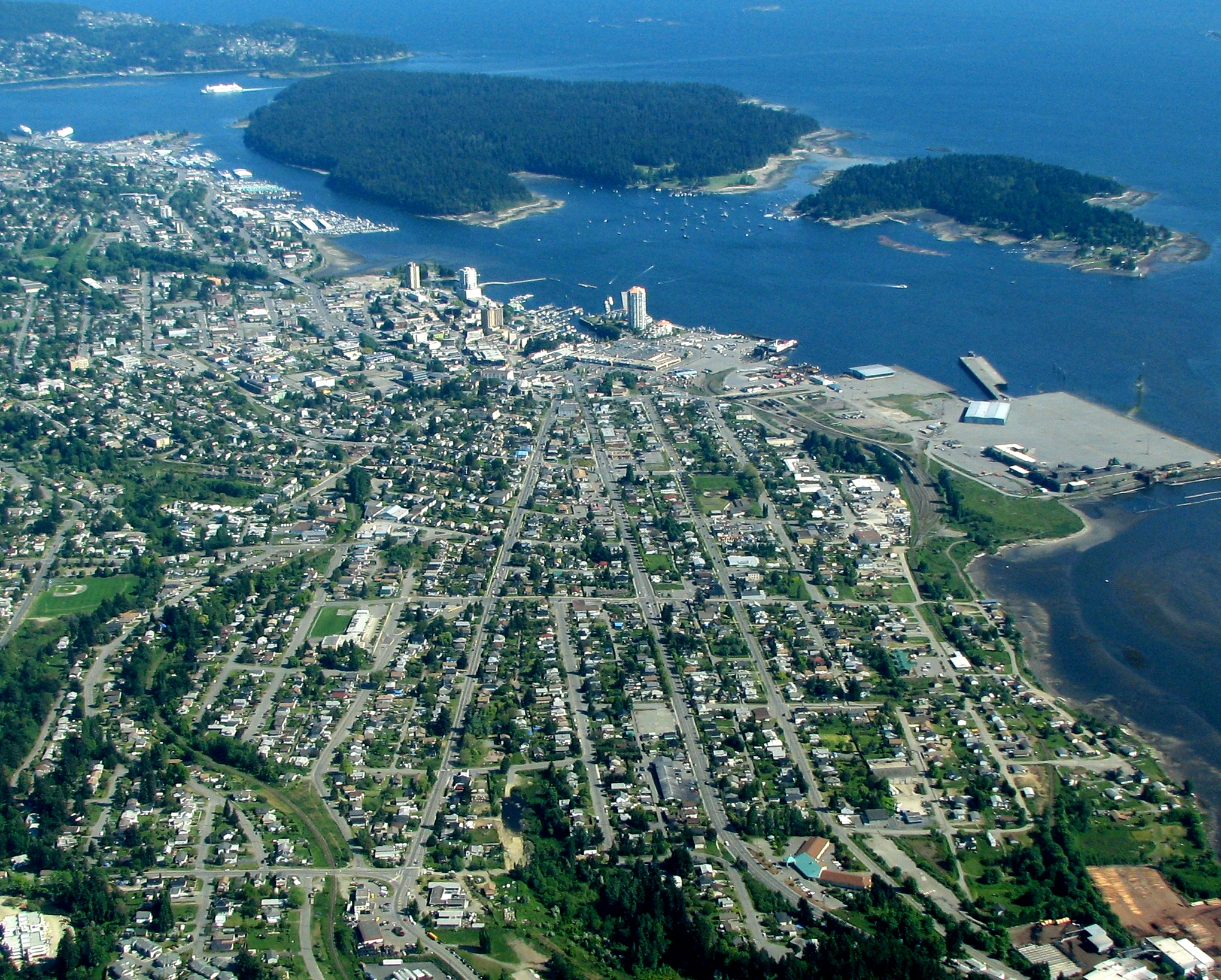
上空から見たナナイモ市街

## 歴史
1800年代初頭に交易所が開かれた。付近で石炭が発見されると1853年にハドソン湾会社が石炭の積み出し港を整備し「ナナイモ砦（Nanaimo Bastion)」を建設した。1860年以降、仕事を求めて移住者が急増した。中国からの移民が多く、州内で3番目に大きなチャイナタウンに発展した。炭鉱を補完する産業として林業と漁業も盛んになった。

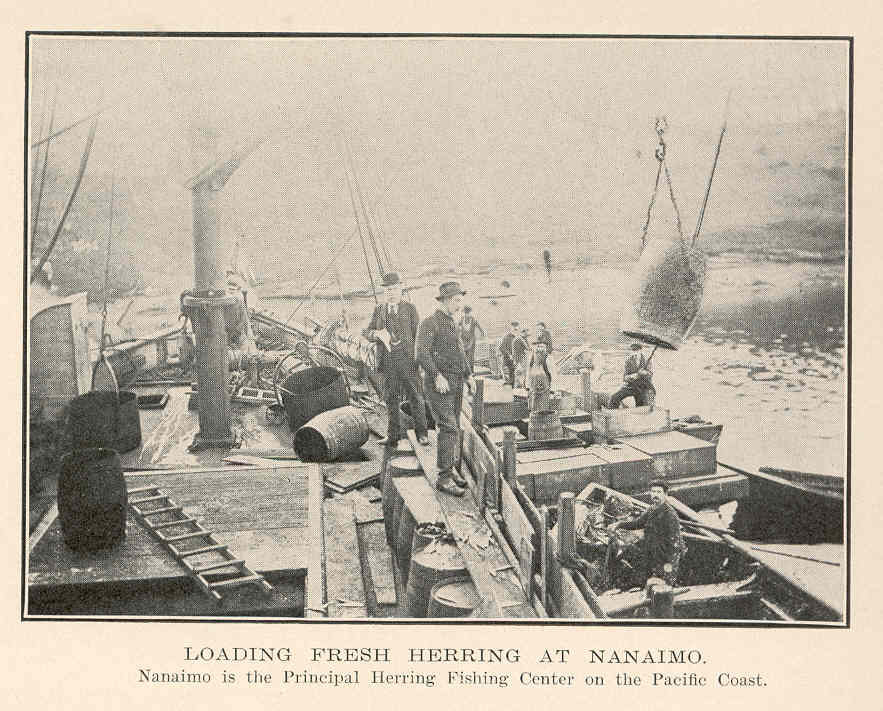
ニシンの水揚げ

## 教育
- バンクーバーアイランド大学

## 気候
他の太平洋岸北西部と同様に、ナナイモは穏やかで降水の多い冬と冷涼で乾燥した夏に特徴づけられる温和な気候である。夏季に乾燥するため、ケッペンの気候区分では地中海性気候（Csb）に区分され、その北端にあたる。他の気候区分、例えばトレワーサの気候区分では、海洋性気候帯（Do）に区分される。
ナナイモは通常、バンクーバー島中央の山々によってアリューシャン低気圧の影響を遮断されるため、緯度や立地に対して夏は乾燥する。アラスカ州スカグウェイも類似した特徴を持つ。
時折、大雪に見舞われることがあり、1975年2月12日には日最高合計積雪量0.74メートル (29.13 in)を記録したこともあるが、平年の最高積雪量は0.2メートル (7.9 in)である。
| ナナイモ空港（1981–2010年）の気候 | ナナイモ空港（1981–2010年）の気候 | ナナイモ空港（1981–2010年）の気候 | ナナイモ空港（1981–2010年）の気候 | ナナイモ空港（1981–2010年）の気候 | ナナイモ空港（1981–2010年）の気候 | ナナイモ空港（1981–2010年）の気候 | ナナイモ空港（1981–2010年）の気候 | ナナイモ空港（1981–2010年）の気候 | ナナイモ空港（1981–2010年）の気候 | ナナイモ空港（1981–2010年）の気候 | ナナイモ空港（1981–2010年）の気候 | ナナイモ空港（1981–2010年）の気候 | ナナイモ空港（1981–2010年）の気候 |
| 月                                | 1月                               | 2月                               | 3月                               | 4月                               | 5月                               | 6月                               | 7月                               | 8月                               | 9月                               | 10月                              | 11月                              | 12月                              | 年                                |
| --------------------------------- | --------------------------------- | --------------------------------- | --------------------------------- | --------------------------------- | --------------------------------- | --------------------------------- | --------------------------------- | --------------------------------- | --------------------------------- | --------------------------------- | --------------------------------- | --------------------------------- | --------------------------------- |
| ヒュミデックス最高記録            | 16.0                              | 17.8                              | 21.3                              | 26.2                              | 37.0                              | 36.4                              | 40.8                              | 42.9                              | 35.7                              | 29.5                              | 20.2                              | 20.1                              | 42.9                              |
| 最高気温記録 °C （°F）            | 15.6 (60.1)                       | 18.3 (64.9)                       | 21.7 (71.1)                       | 26.1 (79)                         | 34.3 (93.7)                       | 34.5 (94.1)                       | 36.1 (97)                         | 36.7 (98.1)                       | 33.2 (91.8)                       | 29.3 (84.7)                       | 19.4 (66.9)                       | 18.2 (64.8)                       | 36.7 (98.1)                       |
| 平均最高気温 °C （°F）            | 6.9 (44.4)                        | 8.5 (47.3)                        | 11.0 (51.8)                       | 14.1 (57.4)                       | 17.7 (63.9)                       | 20.8 (69.4)                       | 23.9 (75)                         | 24.3 (75.7)                       | 20.9 (69.6)                       | 14.6 (58.3)                       | 9.3 (48.7)                        | 6.3 (43.3)                        | 14.8 (58.6)                       |
| 日平均気温 °C （°F）              | 3.5 (38.3)                        | 4.3 (39.7)                        | 6.3 (43.3)                        | 9.0 (48.2)                        | 12.5 (54.5)                       | 15.6 (60.1)                       | 18.1 (64.6)                       | 18.2 (64.8)                       | 14.9 (58.8)                       | 9.9 (49.8)                        | 5.6 (42.1)                        | 3.1 (37.6)                        | 10.1 (50.2)                       |
| 平均最低気温 °C （°F）            | 0.1 (32.2)                        | 0.0 (32)                          | 1.7 (35.1)                        | 3.9 (39)                          | 7.2 (45)                          | 10.3 (50.5)                       | 12.3 (54.1)                       | 12.1 (53.8)                       | 8.9 (48)                          | 5.2 (41.4)                        | 1.8 (35.2)                        | −0.2 (31.6)                       | 5.3 (41.5)                        |
| 最低気温記録 °C （°F）            | −17.8 (0)                         | −16.7 (1.9)                       | −12.2 (10)                        | −5 (23)                           | −4.4 (24.1)                       | 0.6 (33.1)                        | 2.8 (37)                          | 3.3 (37.9)                        | −1.1 (30)                         | −6.7 (19.9)                       | −16.1 (3)                         | −20 (−4)                          | −20 (−4)                          |
| 体感温度                          | −22.4                             | −18.4                             | −14.1                             | −6.7                              | −6.7                              | 0.0                               | 0.0                               | 0.0                               | −2.7                              | −6.7                              | −22                               | −21.2                             | −22.4                             |
| 降水量 mm （inch）                | 187.9 (7.398)                     | 126.0 (4.961)                     | 113.0 (4.449)                     | 67.4 (2.654)                      | 54.3 (2.138)                      | 43.4 (1.709)                      | 25.4 (1)                          | 28.4 (1.118)                      | 35.8 (1.409)                      | 102.2 (4.024)                     | 197.2 (7.764)                     | 184.3 (7.256)                     | 1,165.4 (45.882)                  |
| 雨量 mm （inch）                  | 167.8 (6.606)                     | 115.2 (4.535)                     | 106.9 (4.209)                     | 67.2 (2.646)                      | 54.2 (2.134)                      | 43.4 (1.709)                      | 25.4 (1)                          | 28.4 (1.118)                      | 35.8 (1.409)                      | 101.2 (3.984)                     | 186.5 (7.343)                     | 166.1 (6.539)                     | 1,098.2 (43.236)                  |
| 降雪量 cm （inch）                | 21.0 (8.27)                       | 10.9 (4.29)                       | 6.2 (2.44)                        | 0.2 (0.08)                        | 0.1 (0.04)                        | 0.0 (0)                           | 0.0 (0)                           | 0.0 (0)                           | 0.0 (0)                           | 1.2 (0.47)                        | 10.7 (4.21)                       | 18.4 (7.24)                       | 68.7 (27.05)                      |
| 平均降水日数 （≥0.2 mm）          | 19.7                              | 16.0                              | 18.2                              | 15.6                              | 14.8                              | 12.4                              | 7.6                               | 6.8                               | 8.2                               | 15.5                              | 20.5                              | 20.4                              | 175.6                             |
| 平均降雨日数 （≥0.2 mm）          | 18.0                              | 14.9                              | 17.8                              | 15.6                              | 14.8                              | 12.4                              | 7.6                               | 6.8                               | 8.2                               | 15.4                              | 19.8                              | 18.8                              | 170.0                             |
| 平均降雪日数 （≥0.2 cm）          | 3.1                               | 2.3                               | 1.0                               | 0.0                               | 0.1                               | 0.0                               | 0.0                               | 0.0                               | 0.0                               | 0.1                               | 1.2                               | 3.2                               | 11.0                              |
| % 湿度                            | 81.5                              | 71.1                              | 65.5                              | 59.6                              | 57.8                              | 57.0                              | 52.7                              | 52.1                              | 56.2                              | 68.5                              | 78.4                              | 83.2                              | 65.3                              |
| 平均月間日照時間                  | 56.8                              | 88.6                              | 133.1                             | 179.0                             | 224.4                             | 226.1                             | 288.8                             | 280.0                             | 213.9                             | 131.9                             | 67.0                              | 50.8                              | 1,940.2                           |
| 日照率                            | 21.0                              | 31.0                              | 36.2                              | 43.6                              | 47.4                              | 46.7                              | 59.1                              | 62.8                              | 56.4                              | 39.3                              | 24.3                              | 19.7                              | 40.6                              |
| 出典：カナダ環境・気候変動省      |                                   |                                   |                                   |                                   |                                   |                                   |                                   |                                   |                                   |                                   |                                   |                                   |                                   |

## 交通

### 空港
- ナナイモ空港 (YCD)
バンクーバー国際空港、ビクトリア国際空港、アボッツフォード国際空港への定期便が運航している。
- ナナイモ・ハーバー水上空港（英語版） (ZNA)
バンクーバー・ハーバー水上空港やバンクーバー国際空港への水上機定期便が運航している。

### フェリー
- BCフェリー：ウェストバンクーバーのホーシュー・ベイ（Horseshoe Bay）〜ナナイモのディパーチャー・ベイ（Departure Bay）間を結ぶ。
- BCフェリー：バンクーバー市南のデルタにあるツワッセン（Tsawwassen）〜ナナイモのディパーチャー・ベイ（Departure Bay）間を結ぶ。

## 観光
- ワイルドプレイ・エレメント・パークス(WildPlay Element Parks) - バンジージャンプ
- ナナイモ・バスタブレース-World Chaｍpionship Bathtub Race-　※毎年夏に開催
- ナナイモ砦バスチョン（Nanaimo Bastion）-内部の見学が可能。※5月中旬～9月上旬
- ナナイモ博物館（Nanaimo Museum）ポート・オブ・ナナイモ・センターの1F。※5月中旬～9月上旬、入館料は大人$2。
- マッフィオ・サットン公園(Maffeo Sutton Park)
- 旧市街（Wesley St周辺）ナナイモ中心街の西側に位置する。

## スポーツ
- バスタブ・レースの発祥地とされている。
- ナナイモ・クリッパーズ ジュニアホッケーチーム

## 著名人
- ダイアナ・クラール (Diana Krall) ジャズピアニスト・歌手
- グレン・クラーク(Glen Clark) 元BC州首相(BCNDP)
- ジャスティン・チャットウィン (Justin Chatwin) 俳優 Dragonball Evolution(2009)など
- キャメロン・ブライト (Cameron Bright) 子役 X-MEN:ファイナル ディシジョン(2006)など
- ジョデル・フェルランド (Jodelle Micah Ferland) 子役　サイレントヒル(2006)など
- イーサン・カッツバーグ（Ethan Katzberg）ハンマー投競技者。2023年度世界陸上ハンマー投競技優勝。

## 友好都市
- 日本 さいたま市 - 目白大学とナナイモのバンクーバーアイランド大学の交流をきっかけとして旧岩槻市との間で1996年9月25日に友好都市締結を行った[3]。